# Чех, Сватоплук
Сватоплук Чех (чеш. Svatopluk Čech;21 февраля 1846[…], Остршедек, Бенешов[…] — 23 февраля 1908[…], Голешовице, Цислейтания) — один из крупнейших чешских писателей и поэтов второй половины XIX века. Сватоплук Чех одним из первых чешских писателей приветствовал рабочее движение, а лучшие его произведения культивируют идеи противостояния национальному и социальному гнёту.

## Биография

### Рождение, Семья Чехов
Сватоплук Чех родился 21 февраля 1846 года в поселении Остршедек недалеко от города Бенешов в семье управляющего имением. Отец будущего писателя, крестьянин по происхождению, Франтишек Чех был ярым патриотом и сочувствовал демократическим устремлениям чешской прогрессивной интеллигенции того времени. Кроме того, он участвовал в событиях 1848 года, за что подвергался репрессиям. В период политических гонений на чешскую культуру в 50-е годы Франтишек, тем не менее, не отступался от своих идеалов и, скрывая от властей, бережно хранил запрещённые портреты героев национально-освободительного движения Чехии Яна Гуса и Яна Жижки. Помимо этого в доме Чехов хранилась запрещённые книги чешского поэта и публициста Карела Гавличека, с которым Франтишек ранее переписывался. Также Франтишек был знаком со знаменитым поэтом Яном Колларом, идеи дружбы всех славянских народов которого разделял всецело.
Франтишек Чех с большой любовью относился к русскому народу, что и передавал своему сыну, рассказывая ему истории об истории русских людей, обычаях, образе жизни и т. д. В семье Чехов также царила атмосфера любви к книгам, ибо последних в семье было внушительное количество. Иной раз Франтишек читал своим детям и жене классиков русской и чешской литературы прямо вслух. В целом прогрессивные для того времени идеи отца оказали большое влияние на складывающееся мировоззрение юного Сватоплука Чеха. Обучался Сватоплук преимущественно вдали от семьи, так как Чехи жили в поселениях, где часто не было ни одной школы. Нередко вместе со своим отцом Сватоплук путешествовал по родной Чехии, наблюдая жизнь, быт и природу чешского народа.

### Учёба в пансионе
В 1858 году Франтишеку удалось добиться для сына бесплатного места в Пражском епархиальном пансионе, воспитанники которого обучались в пиаристской гимназии (семья Чехов была большой и часто испытывала финансовые трудности), однако самому Сватоплуку далеко не нравилось это учреждение:

Я чувствовал себя так, словно навсегда простился с прекрасным светлым миром, со всеми его радостями и надеждами и должен был быть заживо погребён в мрачных стенах семинарии.
Учась, Сватоплук много читает, он знакомится с произведениями Карела Махи, Франтишека Челаковского, Яна Коллара, Йозефа Тыла, а также русских Александра Пушкина, Николая Гоголя и Михаила Лермонтова. Вспоминая своё первое знакомство с «Кавказским пленником» Пушкина Чех писал:

Он произвёл на меня такое впечатление, словно передо мной неожиданно появилось что-то до того невиданное.
В это же время Сватоплук пробует писать произведения собственного сочинения, которые отличались романтическим настроем и, в то же время, связью с народным творчеством. В 1865 году Сватоплук окончил своё обучение.

### Учёба в университете
Закончив обучение в пансионе, Сватоплук, по настоянию отца, поступает на юридический факультет Пражского университета. Будучи студентом, Чех продолжает свои занятия литературой, а также принимает активное участие в нескольких полулегальных патриотических организациях, таких как Огарек и Рух. Деятельность кружков была направлена на становление и поднятие национального самосознания чешского народа, однако, ввиду начала австро-прусской войны, в 1866 году была прервана. Из-за развёртывания военных действий Сватоплук покидает Прагу. Затем, вместе с другими прогрессивно мыслящими студентами того времени, Чех участвует в массовых антиправительственных демонстрациях и народных таборах:

Ясно, словно сейчас, проходят передо мной картины той бури; я вижу клокочущую реку взволнованной толпы, уносящую меня и Владимира (брата Чеха) по Фердинандской улице, до сих пор звенят в ушах оглушительные крики «Pereat Хербст!» и «Pereat Бейст!», которые срывались с бесчисленных уст по всей улице; они звучали безостановочно, в такт с движением тесно сомкнутых рядов студентов и рабочих…
В это же время Чех имел дружбу с Ченеком Кёрбером — руководителем антиправительственной организации С Бланика, члены которой в 1869 году организовали взрыв возле здания пражской полиции. Чех у себя на квартире хранил печатный станок этой организации, с которого выходили антиправительственные листовки организации. Данные народные национально-освободительные волнения 60-х годов, поднимающиеся против существующей власти, оказали влияние на творчество Чеха. В конце 60-х — начале 70-х годов Чех знакомится с прогрессивными деятелями в лице поэтов Сладека и Шольца, искусствоведа Гостинского и писателя Арбеса.

### Журналистская деятельность, поездка в Россию
Окончив университет в 1869 году, Сватоплук работает по профессии и занимается юридической деятельностью, а также активно ведёт журналистскую работу. В это время Чеху приходится испытывать серьёзные финансовые трудности, что сказалось и на его творчестве. В 1873 году Чех, после закрытия журнала Кветы, сотрудничает с журналом Люмир, который был основан Нерудой и Галеком. Первоначально Сватоплук был одним из авторов журнала, а затем, до 1876 года, редактором. В этом же журнале была напечатана первая крупная поэма Чеха Адамиты. В 1874 году Сватоплук в качестве журналиста отправляется в Россию, где побывал на Кавказе, Одессе, Севастополе, Ялте, Новороссийске, Владикавказе. Заворожённый южной природой, Чех впоследствии в своих письмах писал:

Первые певцы славянства Лермонтов и Пушкин стали бардами этой земли, её блеска и красок; они создали ряд прекраснейших, рождённых славянской поэзией образов, таких образов, как Демон, Тамара, Мцыри, несчастная возлюбленная кавказского пленника.
Также в некоторых своих очерках Сватоплук с восхищением отзывался о русских солдатах. В период нахождения в России Чех изучил русский язык, а виденные им русские реалии впоследствии нашли отражение во многих его произведениях. Будучи в Тифлисе, Чех прочёл положительный отзыв Неруды на его первую книгу стихов, в котором рецензент приветствовал появление нового оригинального поэта в чешской литературе. В конце 1878 года Сватоплук вместе со своим братом Владимиром и другом по университету Сервацем Геллером основывает литературный общеобразовательный журнал Кветы. Подобное название было взято как память одноимённым изданиям Йозефа Каэтана Тыла, Витезслава Галека и Яна Неруды. В это же время Чех полностью оставляет свою профессиональную юридическую деятельность, отдавая всё время журналу и литературе. Непосредственно в редактировании журнала Чех принимал участие до 1899 года.

## Литературная деятельность

### Юношеское творчество, 60-е годы
Первые поэтические произведения Чеха начали появляться в середине 60-х годов. В 1867 году в журнале Кветы было опубликовано стихотворение Критянки, принёсшее автору известность. Стихотворение явилось откликом поэта на разворачивающуюся в то время на Балканах освободительную войну южных славян против турок. Год спустя в альманахе Рух, в честь основания Национального театра в Праге, был опубликован целый ряд его стихотворений, а в 1869 году в Альманахе чешского студенчества ещё несколько. Среди данных стихотворений особое внимание у общественности вызвали Гусит на Балтике, Избушка и Моя поэзия. Первое рассказывало о походе восьмитысячной гуситской дружины из Чехии к Балтийскому морю в 1433 году с намерением помочь в сражении польским войскам против тевтонских рыцарей. Второе стихотворение показывало кажущуюся идиллию сельской жизни с другой стороны, пронизанной горем и голодом. Моя поэзия выступала в защиту литературы, поддерживающей простой народ.
Одним из первых положительно о творчестве начинающего писателя откликнулся Неруда, написав в своей статье об Альманахе чешского студенчества слова похвалы стихотворениям Чеха, а также отметил «здоровую основу» «Моей поэзии». Но тем не менее из-за часто радикально-демократической, антиправительственной и антиклерикальной направленности, многие произведения Сватопулка не были опубликованы. Среди таких произведений стихотворение Деспот 1863 года, в котором поэт противопоставлял деспоту нищего, говорящего о том, что корона и трон тирана не прочны и настанет день, угнетённые восстанут, а деспот будет забыт и предан забвению. в поэме Судьба бедняка 1866 года Сватоплук рассказывает о событиях 1848 года, в центре которых оказываются двое рабочих — отец, погибший в боях с войсками, и сны, раненый на баррикаде. В конце поэму Чех идеалистические заканчивает, говоря, что наступит время, когда не будет бедных. Национально-освободительному движению и Белогорской битве было посвящено стихотворение Барабан, в котором этот самый гуситский барабан символизировал собой движение национально-освободительной революции. Разоблачению деятельности католической церкви были посвящены его Ad Majorem Dei Gloriam! и В костеле.

### После окончания университета, 70-е — первая половина 80-х годов
Окончив Пражский университет и испытывая финансовые трудности, Сватоплук, тем не менее, не оставляет литературную деятельность и продолжает работать в этом направлении. Однако, ввиду указанных обстоятельств, его произведения этого периода иногда имеют признаки недоработанности. В 1871 году им был написан рассказ Заложенная совесть, в основе которого лежало повествование о том, как в капиталистическом обществе человека растлевают деньги. Рассказ, как и некоторые поздние его произведения, имел некоторый налёт романтичности и сказочности, что было обусловлено не только причинами литературной традиционности, но и необходимостью иной раз прибегать к иносказательным средствам выражения. В другом рассказе этого же года — Лишковицкий помещик — писателем зло высмеивается барское чванство, невежество и преклонение перед иностранщиной. На примере этого рассказа, по мнению Л. Кишкина, видно, что Сватоплук следовал в своих произведениях творческим принципам, выработанным Нерудой и Гоголем. В 70-х годах в журнале Люмир была напечатана поэма Адамиты, повествующая о периоде гуситских войн. В поэме выразилась внутренняя борьба поэта между материалистическими и идеалистическими взглядами на жизнь. В 70-е годы Чех также продолжает интересоваться русской литературой и культурой, в 1871 году он пишет хвалебную статью, посвящённую русским народным песням. В Люмире публикуются его переводы запрещённых стихотворений Пушкина. Переводит он и стихи Шевченко.
В большой степени на творчество Чеха в 70-х и отчасти 80-х годов оказали влияние спад национального движения, а также развернувшаяся в то время «младочешская идеология». Чех продолжает критиковать капитализм и выступает в защиту простого человека, рабочего. Также в это время особое место в творчестве писателя и поэта занимает тема единства и дружбы славянских народов. В 1876 году Сватоплук пишет стихотворение Кинжал, на идейно-художественные особенности которого повлияла поэзия Пушкина и Лермонтова. В стихотворении Чех поддерживает освободительную борьбу болгар против турок и выражает убеждённость в том, что в будущем все угнетённые славянские народы обретут свободу. Под конец этого же года Сватоплук оканчивает работу над повестью Ястреб против Горлинки, в которой ростовщик Ястреб, являющийся образом тогдашнего капиталиста, разоряет семью Горлинков. Повесть, в основном, носила реалистичный характер и имела искусственно привнесённые в неё элементы экзотики и литературной занимательности, а также отличалась идиллическим описанием жизни дворянства. В 1879 году в журнале Кветы была опубликована поэма В тени липы, повествующая об идиллии сельской жизни. Поэма состояла из ряда небольших по размеру и разных по настроению стихотворений-новелл. Главными героями поэмы были обычные чехи — крестьяне, портные, мельники и солдаты, а в целом произведение носило патриотический характер, за что полюбилось у сторонников демократии. Годом ранее появилась поэма Европа, в которой Чех задумывался над будущим стран Запада. В 1882 году увидела свет Славия — своеобразное продолжение Европы — основной темой которой явились проблемы взаимоотношения славянских народов, возглавляемых Россией. В первой половине 80-х годов Чех пишет ещё две поэмы — Вацлав из Михалковиц (1878) и Догмар (1883—1884), основной темой которых явилась история Чехии. В это же время в период с 1878 по 1883 год под общим наименованием Рассказы, арабески и юморески выходят четыре тома произведений писателя. Большинство из них носило антибуржуазный и антидворянский характер.
С наступлением новых общественных изменений поменялись и подходы Чеха к своему творчеству. Одним из первых откликов писателя на новые общественные явления 80-х годов стала поэма Лешетинский кузнец, которая была опубликована в 1883 году в издании Поэтицке беседы. Однако практически сразу после выхода поэма была конфискована и запрещена для публикации на длительное время. В 1884 году появилась поэма Гануман, отличавшаяся своим сатирическим отношением к чешской буржуазии, а также общими космополитическими устремлениями. В качестве персонажей поэмы выступили обезьяны, которые, по замыслу автора, пародировали своим поведением депутатов буржуазных партий, их бездеятельность и полнейшую зависимость от императора.

### Вторая половина 80-х
В 1886 году Чехом был создан цикл взаимосвязанных между собой стихотворений, получивших название Песенник Яна Бурьяна. Цикл имел общую антидворянскую направленность, обличал их в отсутствии патриотизма и поддержании национального гнёта.